# Corybas acuminatus
Corybas acuminatus är en orkidéart som beskrevs av Mark Alwin Clements och Edwin Daniel Hatch. Corybas acuminatus ingår i släktet Corybas, och familjen orkidéer. Inga underarter finns listade i Catalogue of Life.